# Krausschwanzmoho
Der Krausschwanzmoho (Moho apicalis), auch als Weißspitzen-Krausschwanz oder Oʻahu ʻŌʻō bezeichnet, ist eine Vogelart aus der ausgestorbenen Gattung der Krausschwänze.

## Beschreibung
Die Männchen erreichten eine Länge von 30,5 Zentimeter. Die Flügellänge betrug 10,5 bis 11,4 Zentimeter, der Schnabel war zwischen 3,5 und 3,8 Zentimeter lang und die Länge des Laufes betrug 3,4 bis 3,8 Zentimeter. Die Weibchen waren kleiner. Das Gefieder war überwiegend rußschwarz. Die Schwanzfedern waren braun und besaßen, mit Ausnahme der beiden mittleren, weiße Spitzen. Weitere Charakteristika waren die büscheligen weißen Achselfedern und die beiden schmalen mittleren Schwanzfedern, die in feine haarförmige oder faserige Spitzen übergingen. An den Flanken und den Unterschwanzdecken war er tiefgelb gefärbt. Schnabel und Lauf waren schwarz. Über seine Lebens- und Verhaltensweise ist nichts bekannt.

## Lebensraum
Sein Lebensraum waren die Bergwälder der Insel Oʻahu im Hawaii-Archipel.

## Aussterben
Als John Gould den Krausschwanzmoho im Jahre 1860 erstmals wissenschaftlich beschrieb, galt er bereits als verschollen. 1837 sammelte der deutsche Naturforscher Ferdinand Deppe drei Exemplare dieser Art in den Hügeln hinter der Hauptstadt Honolulu. Dies war der letzte Nachweis. Nach gescheiterten Expeditionen zwischen den Jahren 1880 und 1890 unter der Leitung des Ornithologen Robert Cyril Leighton Perkins wurde der Krausschwanzmoho für ausgestorben erklärt. Heute befinden sich sieben Exemplare in den Museumssammlungen von Berlin, New York City, London und Cambridge (Massachusetts). Die Gründe für sein Aussterben waren vermutlich Vogelkrankheiten durch eingeschleppte Moskitos, Waldrodungen, eingeschleppte Ratten, Vegetationszerstörung durch Hausrinder und Hausziegen sowie die Jagd.